# Jean Rondeau
Jean Rondeau   (París, 23 d'abril de 1991) és un músic i clavicembalista francès. Va estudiar més de deu anys amb Blandine Verlet. Posteriorment va estudiar al Conservatori Nacional Superior de Música de París.
Jean Rondeau va guanyar el premi Jove Solista 2014 en el Prix des Radios Francophones Publiques i ha publicat diversos àlbums en solitari.

## Biografia
Titllat diverses vegades com a nen prodigi, va començar a tocar el clavicèmbal a l'edat de sis anys, després de descobrir l'instrument escoltant-lo per la radio.
Després de ser alumne, durant 10 anys, de Blandine Verlet, es va graduar al Conservatori Nacional Superior de Musica de París l'any 2013, obtenint premis tant de clavicèmbal com de baix continu.
Posteriorment va continuar els seus estudis a la Guildhall School of Music de Londres, de la mà de Carole Cerasi i James Johnstone.
L'any 2012 va obtenir el primer lloc de la competició de clavicèmbal del Festival de Música Antiga de Bruges, Bèlgica. El mateix any va rebre el premi de la European Union's EUBO Development Trust Prize i va obtenir el segon lloc en la Prague Spring International Harpsichord Competition.
A més de la seva faceta com a solista forma part del quartet barroc Nevermind i és un dels fundadors del grup del grup de jazz Note forget, en el que toca el piano.

## Discografia
- Scarlatti, Sonatas (2018)
- Dynastie (2017)
- Nevermind – « Quatuors Parisiens » (2017)
- Note Forget Le Rameau d'Or de la Sybille de Cumes (2016)
- Nevermind – « Conversations » (2016)
- Imagine (2015)
- Vertigo (2015)